# Rezerwat przyrody Dolina Rzeki Leśnicy
Rezerwat przyrody Dolina Rzeki Leśnicy – krajobrazowy rezerwat przyrody położony na terenie gminy Tychowo w powiecie białogardzkim (województwo zachodniopomorskie).

## Powołanie
Obszar chroniony utworzony został 24 grudnia 2024 r. na podstawie Zarządzenia Regionalnego Dyrektora Ochrony Środowiska w Szczecinie z dnia 4 grudnia 2024 r. w sprawie uznania za rezerwat przyrody „Dolina Rzeki Leśnicy” (Dz. Urz. Woj. Zach. z 2024 r., poz. 6050), powstał w ramach inicjatywy „100 rezerwatów na 100-lecie Lasów Państwowych”. Pierwsze propozycje jego utworzenia pojawiły się w planie urządzenia lasu nadleśnictwa Białogard na lata 2007–2016 i ewaluacji przyrodniczej gminy Tychowo autorstwa Biura Konserwacji Przyrody w Szczecinie z 2003.

## Położenie
Rezerwat ma 59,28 ha powierzchni, zaś jego otulina – 18,09 ha. Znajduje się na Równinie Białogardzkiej, w obrębie ewidencyjnym Dobrowo (na południe od zabudowy wsi). Rezerwat obejmuje kilkukilometrowy odcinek rzeki Leśnicy (Liśnicy) wraz z fragmentami doliny.

## Charakterystyka
Celem ochrony rezerwatowej jest „zachowanie młodoglacjalnego krajobrazu z przełomem rzeki Leśnicy wraz z cyrkami źródliskowymi, łęgami olszowymi i grądami porastającymi zbocze doliny oraz licznymi drzewami o wymiarach pomnikowych”. Ze względu na dominujący przedmiot ochrony typ obszaru chronionego określono jako biocenotyczny i fizjocenotyczny, a podtyp – biocenoz naturalnych i półnaturalnych, natomiast ze względu na główny typ ekosystemu typ określono jako różnych ekosystemów, a podtyp – lasów i wód.
Chroniony fragment Lesnicy ma kręty przebieg, prowadzący przez głębokie wąwozy i cyrki źródliskowe w dolinie. Występują tu liczne drzewa o wymiarach pomnikowych czy duże zasoby martwego drewna. Do stwierdzonych siedlisk przyrodniczych należą łęgi wierzbowe, topolowe, olszowe i jesionowe (Salicetum albo-fragilis, Populetum albae, Alnenion glutinoso-incanae), olsy źródliskowe oraz grąd subatlantycki (Stellario-Carpinetum). Do cennych przedstawicieli fauny należą zimorodek, różne gatunki ptaków i nietoperzy, ponadto minóg strumieniowy i głowacz białopłetwy. Oprócz tego istnieją pozytywne warunki do rozwoju brioflory (mszaków), mikoflory i entomofauny (owadów).
Według stanu na grudzień 2024 rezerwat nie ma wyznaczonego planu ochrony ani zadań ochronnych.